# 工人左翼联盟
工人左翼联盟（阿拉伯语：‎）是突尼斯的一个托洛茨基主义政党。该党的领导人是贾利勒·本·巴里克·扎格拉姆。该党曾是争取实现革命目标人民阵线的成员。该党与法国的新反资本主义党以及第四国际保持联系。